# Przystajnia
Przystajnia – wieś w Polsce, położona w województwie wielkopolskim, w powiecie kaliskim, w gminie Brzeziny, nad rzeką Prosną.
| SIMC    | Nazwa   | Rodzaj     |
| ------- | ------- | ---------- |
| 0195050 | Zosinek | przysiółek |

W latach 1975–1998 wieś administracyjnie należała do województwa kaliskiego.